# Becik

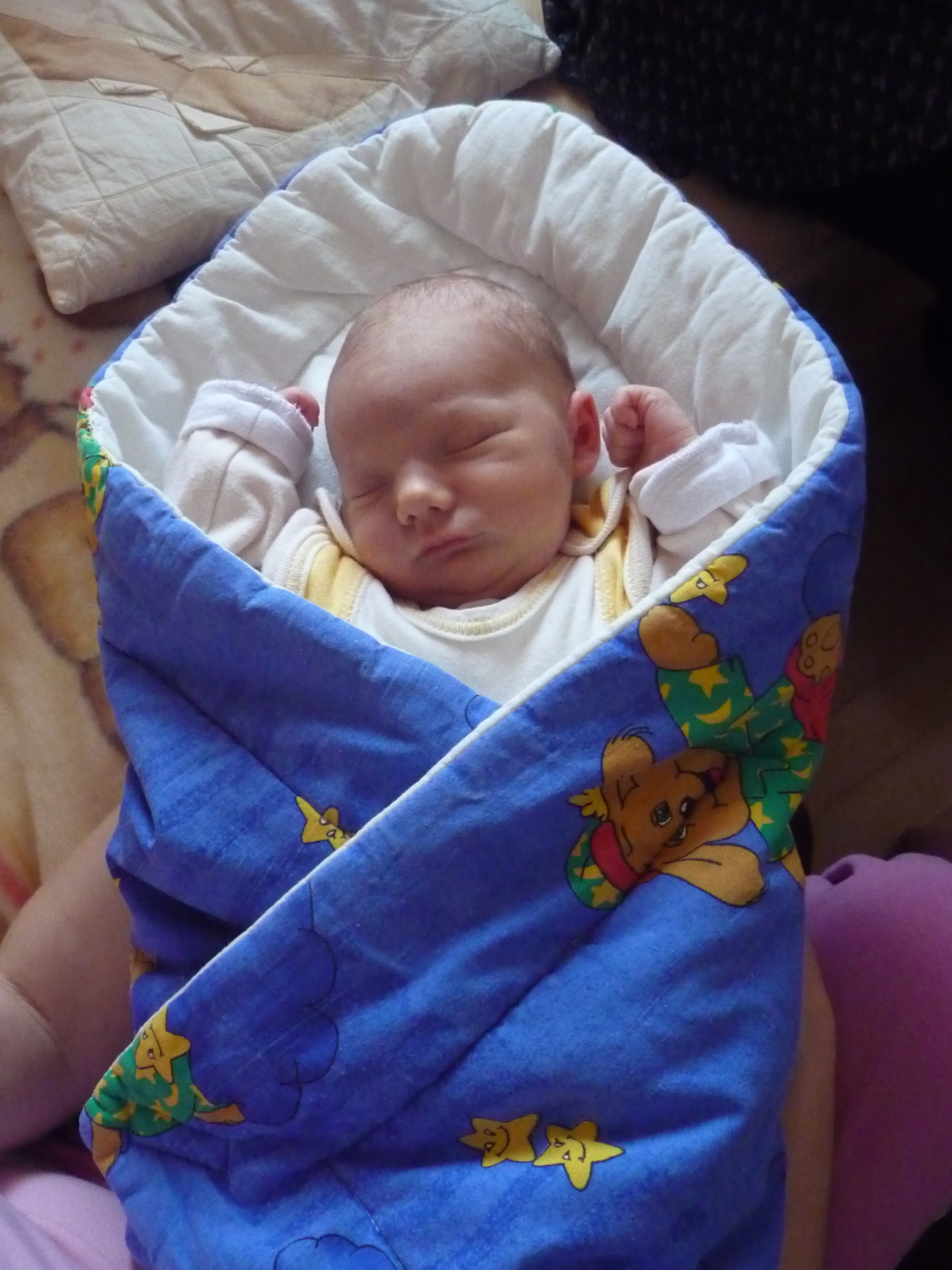
Noworodek w rożku

Becik – rodzaj okrycia wypełnionego puchem, ociepliną lub cienką gąbką, którym przykrywa i otula się niemowlę. Klasyczny, używany niegdyś becik miał kształt długiego prostokąta. Dziecko kładło się na jednej połówce, druga służyła za przykrycie. Całość związywało się troczkami przyszytymi do boków. Część przy główce niemowlęcia często była obszyta falbanką.
Współcześnie becikiem nazywany jest też tzw. rożek, otulacz – kawałek kwadratowego lub trójkątnego, niekiedy usztywnianego kocyka, w który owija się niemowlę. Może służyć jako kocyk lub mata do zabawy. Ułatwia trzymanie dziecka. Przydatny podczas podróży – zabezpiecza przed chłodem i przewianiem. Zapewnia bezpieczeństwo maluchowi zaraz po narodzinach – czuje się w nim, jak w łonie matki, zwinięte, skulone.
Becik stosowało się jako osłonkę termiczną dla niemowlęcia, która zapobiec ma wyziębieniu ich słabego jeszcze organizmu, chociaż niedawno przeprowadzone badania wykazały zwiększone prawdopodobieństwo zakażeń układu oddechowego wśród niemowląt stale owijanych kocykami. Naukowcy z Ankary udowodnili, że zawijanie dziecka w becik może powodować przegrzanie organizmu. Dzieci są mniej zahartowane i częściej przeziębiają się, a nawet zapadają na zapalenie płuc. Dodatkowo puch może wywoływać uczulenie.